# Раджарам, Наваратна Шриниваса
Навара́тна Шринива́са Раджара́м (англ. Navaratna Srinivasa Rajaram; 1943; Майсур, Британская Индия — 11 декабря 2019) — индийский математик, историк и лингвист, известный своими публикациями по истории Древней Индии, в частности по теории «коренных ариев», которая является предметом большой полемики в индийской политике. Иногда пишет в соавторстве с Дэвидом Фроули. Является автором одного из вариантов расшифровки письменности долины Инда, который не получил признания в научном сообществе.
В 1970-х годах Раджарам получил докторскую степень по математике от Университета Индианы и опубликовал ряд научных трудов по статистике, а в 1980-х годах — по искусственному интеллекту и роботехнике.
Начиная с 1984 года работал научным консультантом для НАСА. Одновременно занимался исследованием связи, существующей между ведической математикой и математикой Древнего Египта и Вавилонии. С 1990-х годов занялся изучением научной базы истории Древней Индии. Раджарам является автором статей и книг по истории Древней Индии и археологии, в которых он подвергает критике предвзятость и евроцентричность традиционной индологии и санскритологии, выдвигая ей в противовес идеологию «коренных ариев», соответствующую концепции «исхода индоевропейцев из Индии». Согласно Раджараму,
Индология представляет собой «светскую эсхатологию» построенную вокруг евроцентрического видения мира… Её создателями двигали в основном европейские колониальные и христианские миссионерские интересы.
Раджарам утверждает, что в своих трудах он разоблачает «недостаток научной методологии», которым страдает индологическая наука. Он подвергает критике процесс, используя который западные «индологи-миссионеры» XIX века пришли ко многим из своих заключений. Раджарам задаёт вопрос о том, как это было возможно для прозелитических европейских «индологов-миссионеров» XIX века изучать и создавать гипотезы по индийской истории, когда многие из них были «практически неграмотными» в индийских языках, включая даже такой фундаментальный классический язык как санскрит. Раджарам призывает к использованию «всех имеющихся в наличии инструментов: от археологии до информатики» для «очищения паутины, созданной сомнительными лингвистическими теориями» в современном сравнительно-историческом языкознании и филологии.
Раджарам также сделал ряд публикаций на тему индийской математики согласно «Сулба-сутрам» и Ведам. Труды Раджарама в области истории Индии и языкознания воспринимаются многими учёными как «псевдонаучные».

## Избранная библиография
- Aryan Invasion of India: The Myth and the Truth (New Delhi: Voice of India, 1993) ISBN 81-85990-12-3.
- The politics of history: Aryan invasion theory and the subversion of scholarship (New Delhi: Voice of India, 1995) ISBN 81-85990-28-X.
- with David Frawley, The Vedic «Aryans» and the origins of civilization: a literary and scientific perspective (St-Hyacinthe, Québec : World Heritage Press, 1995) ISBN 1-896064-00-0, 2nd rev. enl. ed. (New Delhi : Voice of India, 1997) ISBN 81-85990-36-0.
- Secularism: the new mask of fundamentalism: religious subversion of secular affairs (New Delhi : Voice of India, 1995) ISBN 81-85990-34-4.
- The Dead Sea scrolls and the crisis of Christianity: an Eastern view of a Western crisis (London: Minerva, 1997) ISBN 1-86106-206-0.
- with David Frawley, A Hindu view of the world: essays in the intellectual kshatriya tradition (New Delhi: Voice of India, 1998) ISBN 81-85990-52-2.
- Gandhi, Khilafat and the national movement: a revisionist view based on neglected sources (Bangalore: Sahitya Sindhu Prakashan, 1999) ISBN 81-86595-15-5.
- Christianity’s scramble for India and the failure of the secularist elite (New Delhi: Hindu Writers' Forum, 1999) ISBN 81-86970-09-6.
- From Sarasvati river to the Indus script: a scientific journey into the origins of the Vedic Age (Bangalore, Karnataka, India: Mitra Madhyama 1999).
- Profiles in deception: Ayodhya and the Dead Sea scrolls (New Delhi: Voice of India, 2000) ISBN 81-85990-65-4.
- Nationalism and distortions in Indian history: causes, consequences and cure (Bangalore: Naimisha Research Foundation, 2000).
- with N. Jha, The Deciphered Indus Script (New Delhi: Aditya Prakashan, 2000) ISBN 81-7742-015-1.
- with David Frawley, The Vedic Aryans and the origins of civilization: a literary and scientific perspective, 3rd ed. with three supplements (New Delhi: Voice of India, 2001) ISBN 81-85990-36-0.
- Nostradamus and beyond: visions of yuga-sandhi (New Delhi: Rupa, 2002) ISBN 81-7167-954-4.
- «Sarasvati River and the Vedic Civilization: History, science and politics», (Aditya Prakashan, New Delhi, 2006), ISBN 8177420661